# Constantin Oțet
Constantin 'Tică' Oțet (n. 24 decembrie 1940, Șimian, România – d. 19 februarie 1999, Damasc, Siria) a fost un antrenor român de fotbal.

## Cariera
În 1959, Oțet a început să joace fotbal la Metalul Turnu Severin, dar mai multe accidentări l-au forțat să-și încheie devreme cariera, la doar 23 de ani.
A devenit antrenor în cadrul clubului Universitatea Craiova și a câștigat în două rânduri Campionatul României la juniori, în sezoanele 1968-69 și 1975-76. Ca antrenor secund al Universității, a contribuit la câștigarea primul titlu de campioană din istoria clubului, în sezonul 1973-1974. Între anii 1969 și 1977 a ocupat postul de profesor la Facultatea de Educație Fizică și Sport din cadrul Universității din Craiova. Ca antrenor secund la FC Argeș Pitești a câștigat titlul în campionatul României în sezonul 1978-1979. A devenit din nou campion al României în sezonul 1980-1981, ca antrenor secund la Universitatea Craiova.
În 1981, a fost promovat antrenor principal la Universitatea Craiova cu care a câștigat Cupa României în 1983 și a ajuns în 1982 până în semifinalele Cupei UEFA.
În sezonul 1989-1990, a promovat echipa Constructorul Craiova în Divizia B.
Între 1990 și 1993, a fost directorul Centrului de Copii și Tineret al Universității Craiova, apoi a devenit director tehnic al Universității, pentru ca în 1997 să revină în postul de antrenor principal. 
În a doua jumătate a anului 1997, a plecat în Arabia Saudită, devenind director tehnic la FC Al Nassr (cu care a câștigat Cupa Campionilor Golfului). În 1998, a devenit antrenor al echipei siriene SC Al-Jaish cu care a câștigat titlul în Premier League și a ajuns în finala Cupei Cupelor Arabe.
În 2018, a fost desemnat Cetățean de Onoare al orașului Craiova.

## Trofee

### Antrenor
Universitatea Craiova
- Cupa României: 1982–83

Al-Jaish Damasc
- Campionatul Siriei: 1998–99

### Antrenor secund
Universitatea Craiova
- Campionatul României: 1973–74, 1980–81
- Cupa României: 1976–77, 1980–81

Argeș Pitești
- Campionatul României: 1978–79